# Izrael Lichtenstein

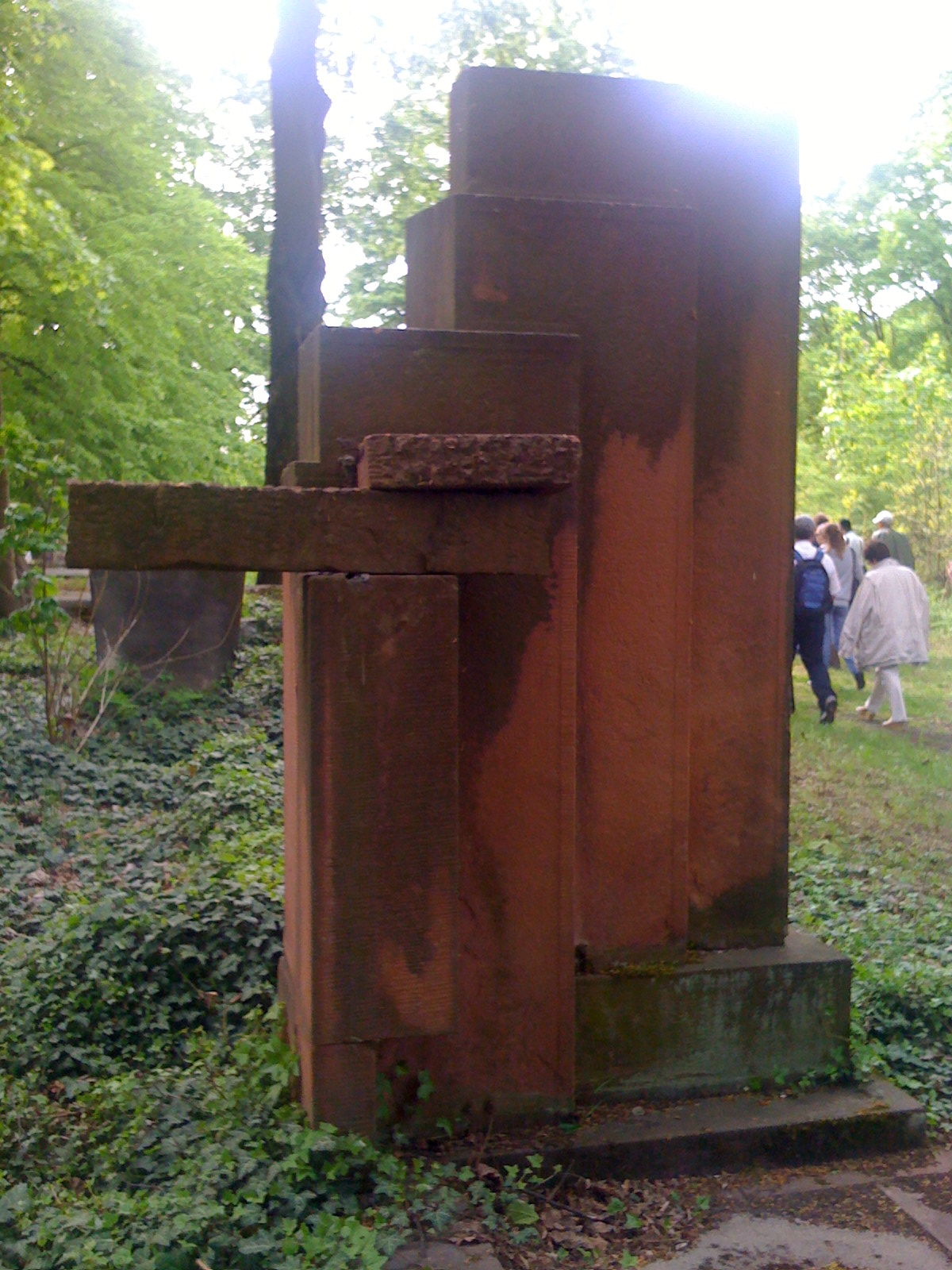
Nagrobek Izraela Lichtensteina, którego formę tworzą litery przestrzenne, składające się na słowo „Bund” (maj 2009)

Izrael Lichtenstein (ur. 2 grudnia 1883 w Kowalu – zm. 21 kwietnia 1933 w Nowym Jorku) – polityk Bundu, działacz ruchu robotniczego.

## Życiorys
Urodził się w ubogiej rodzinie nauczyciela religii, od wczesnej młodości był związany z Bundem, pracował w jednym z organów prasowych gazety – Łodzer Weker. W wyborach do Rady Miejskiej w Łodzi, przeprowadzonych w styczniu 1917 roku, uzyskał mandat radnego, startując z listy Żydowskiego Socjalno-Demokratycznego Komitetu Wyborczego (Bund). Radnym był wybierany także na kolejne 3 kadencje (w wyborach w lutym 1919, w maju 1923 i w październiku 1927). Pod koniec ostatniej z nich, przedłużonej do lipca 1933 roku, zmarł po operacji kamieni żółciowych przebytej w USA. Jego zwłoki sprowadzono do Polski i pochowano na nowym cmentarzu żydowskim w Łodzi przy ul. Brackiej.